# Stadio Otávio Mangabeira
Lo stadio Otávio Mangabeira (in portoghese  Estádio Otávio Mangabeira), noto anche come Stadio della Fonte Nova (in portoghese Estádio da Fonte Nova), è stato uno stadio calcistico di Salvador, in Brasile, con una capacità massima di 80 000 persone.

## Storia
Intitolato a Otávio Mangabeira (1886-1969), governatore dello stato brasiliano di Bahia, fu inaugurato il 28 gennaio 1951 con la partita tra Botafogo SC e Guarany. Negli anni cinquanta e sessanta il Bahia giocò nella struttura le sue partite, rendendo così il Fonte Nova teatro degli incontri di Taça Brasil. Durante la Taça Brasil 1959, il Bahia vi giocò la finale di ritorno del 30 dicembre, perdendo per 2-0 contro il Santos.
Lo stadio ospitò anche svariate partite della nazionale brasiliana di calcio tra il 1969 e il 1999, per un totale di undici gare. 
In seguito al crollo strutturale di parte di una tribuna, avvenuto nel 2007, il governatore dello Stato di Bahia Jacques Wagner ha deciso di avviare la demolizione dell'impianto, prevedendo la costruzione di un nuovo stadio in vista di Brasile 2014.